# Carlito Maia
Carlos Maia de Souza, conhecido como Carlito Maia (Lavras, 19 de fevereiro de 1924 — São Paulo, 22 de junho de 2002) foi um publicitário brasileiro e um dos fundadores do Partido dos Trabalhadores (PT).
No início dos anos 1930 veio para São Paulo. Segundo seu depoimento, foi, sucessivamente, "moleque, lavador de xícaras de café, rebelde, office-boy, contestador, reservista de 2ª categoria do Exército, antifascista, sargento da FAB, boêmio, despachante policial, picareta, corretor de seguros, clochard, ajudante de despachante aduaneiro, bon vivant, tradutor público juramentado".
Em 19 de fevereiro de 1954, quando completava 30 anos, seu irmão, Hugo Maia de Souza, levou-o para prestar exame na Escola de Propaganda do Museu de Arte Moderna. Passou em primeiro lugar.
Trabalhou na agência  McCann-Erickson, onde atendia à conta da Goodyear. Posteriormente prosseguiu sua carreira de sucesso, atuando nas grandes empresas de propaganda do Brasil: Atlas (onde ganhou seu primeiro prêmio - o "Souza Ramos"), Norton, Alcântara Machado, Magaldi, Maia & Prosperi (onde lançou a "Jovem Guarda", "Calhambeque", etc), P.A. Nascimento, Estúdio 13, Esquire e, finalmente, na Rede Globo, onde permaneceu por mais de 20 anos. Em 1978, foi eleito o "Publicitário do Ano".
Conhecido por suas frases espirituosas  ("Brasil? Fraude explica"), foi um dos fundadores do Partido dos Trabalhadores, sendo de sua autoria os slogans "Lula-lá", "OPTei". Declarou que deixaria o partido quando este chegasse ao poder.
Em sua homenagem, foi criado, em 2000, o Troféu Carlito Maia de Cidadania, que premia pessoas que desenvolvem ações sociais em prol da cidadania e na luta pelos direitos humanos.